# Portulaca eruca
Portulaca eruca är en portlakväxtart som beskrevs av Lucien Leon Hauman. Portulaca eruca ingår i släktet portlaker, och familjen portlakväxter. Inga underarter finns listade i Catalogue of Life.

## Bildgalleri

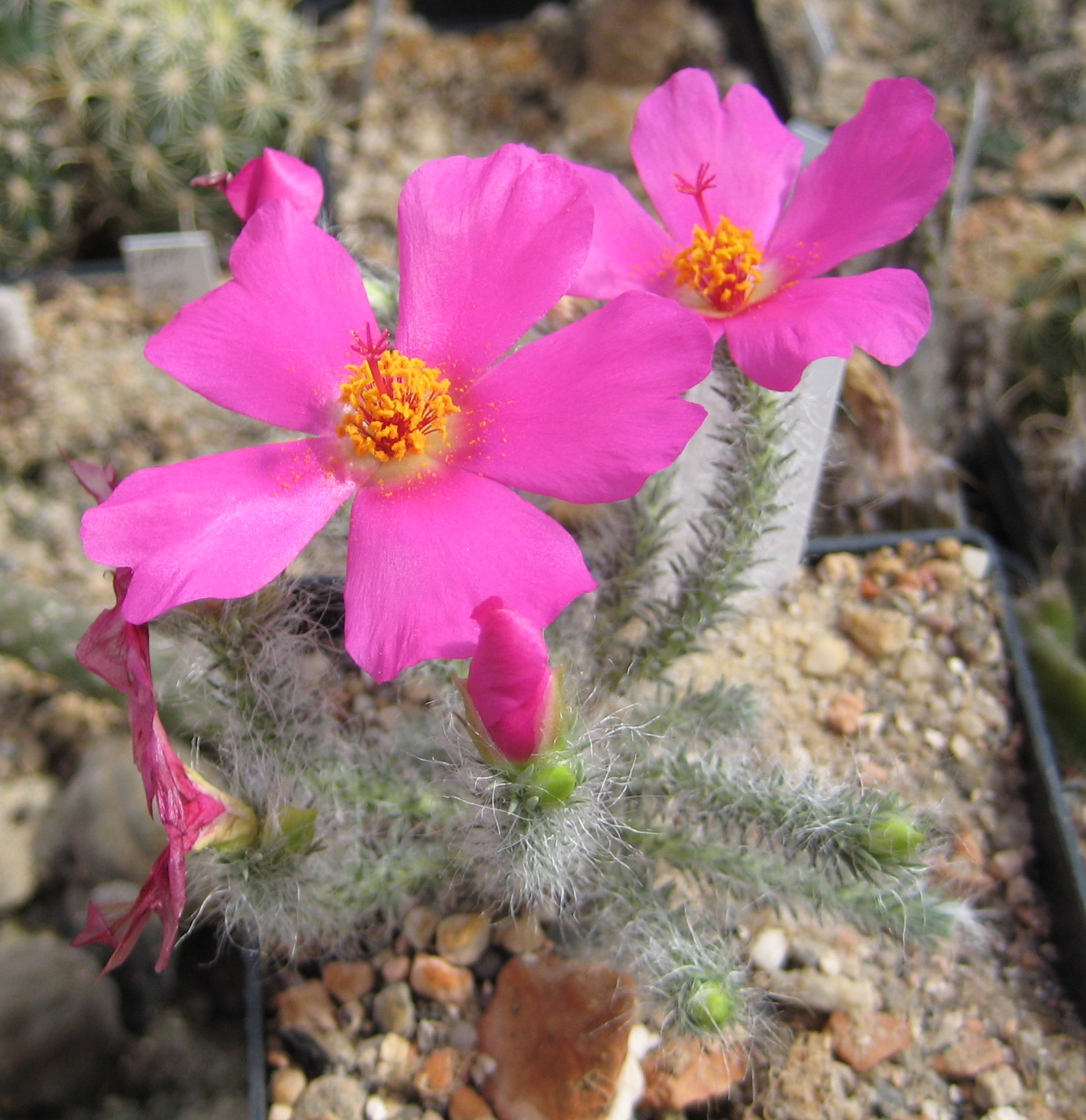